# Saison 3 de Stranger Things
Chronologie
Saison 2 Saison 4
La troisième saison de Stranger Things, série télévisée américaine de science-fiction et d'horreur, intitulée officiellement Stranger Things 3, est sortie le 4 juillet 2019 dans le monde entier, sur la plateforme Netflix. Elle est composée de huit épisodes.

## Distribution

### Acteurs principaux
- Winona Ryder (VF : Claire Guyot) : Joyce Byers
- David Harbour (VF : Stéphane Pouplard) : Jim Hopper
- Finn Wolfhard (VF : Tom Hudson) : Mike Wheeler
- Millie Bobby Brown (VF : Clara Soares) : Jane Hopper (née Ives) / Onze / Elfe
- Gaten Matarazzo (VF : Gabriel Bismuth-Bienaimé) : Dustin Henderson
- Caleb McLaughlin (VF : Thomas Sagols) : Lucas Sinclair
- Noah Schnapp (VF : Tom Trouffier) : Will Byers
- Sadie Sink (VF : Clara Quilichini) : Maxine « Max » Mayfield
- Natalia Dyer (VF : Alexia Papineschi) : Nancy Wheeler
- Charlie Heaton (VF : Julien Crampon) : Jonathan Byers
- Joe Keery (VF : Clément Moreau) : Steve Harrington
- Dacre Montgomery (VF : Gauthier Battoue) : Billy Hargrove
- Maya Hawke (VF : Emmylou Homs) : Robin Buckley[1]
- Priah Ferguson (VF : Dorothée Pousséo) : Erica Sinclair
- Cara Buono (VF : Delphine Braillon) : Karen Wheeler

### Acteurs récurrents
- Joe Chrest (VF : Xavier Béja) : Ted Wheeler
- Catherine Curtin (VF : Anne Plumet) : Claudia Henderson
- Andrey Ivchenko : Grigori
- Brett Gelman (VF : Gilduin Tissier) : Murray Bauman
- Cary Elwes (VF : Eric Aubrahn) : Maire Larry Kline
- Jake Busey (VF : Maurice Decoster) : Bruce Lowe
- Francesca Reale (VF : Camille Donda) : Heather Holloway
- Michael Park (VF : Jean-Pascal Quilichini) : Tom Holloway
- Alec Utgoff : Alexei
- Peggy Miley (VF : Cathy Cerda) : Doris Driscoll
- Randall P. Havens (VF : Vincent Ropion) : Scott Clarke
- Rob Morgan (VF : Jean-Paul Pitolin) : Adjoint Powell
- John Reynolds (VF : Benjamin Gasquet) : Officier Callahan
- Will Chase (VF : Yann Sundberg) : Neil Hargrove
- Arthur Darbinyan : Docteur Zharkov
- Misha Kuznetsov : Ozerov

### Invités
- Sean Astin (VF : Christophe Lemoine) : Bob Newby (épisode 1)
- Paul Reiser : Sam Owens (épisode 8)
- Gabriella Pizzolo (en) : Suzie (épisode 8)
- Anniston Price et Tinsley Price : Holly Wheeler (épisodes 1 et 7)

## Production

### Genèse et développement
En octobre 2018, les créateurs de la série annoncent cette saison comme « la plus répugnante de toutes ».
En février 2019, Noah Schnapp, l'interprète de Will Byers, déclare que la créature de cette saison sera « énorme et brutale ».

### Tournage

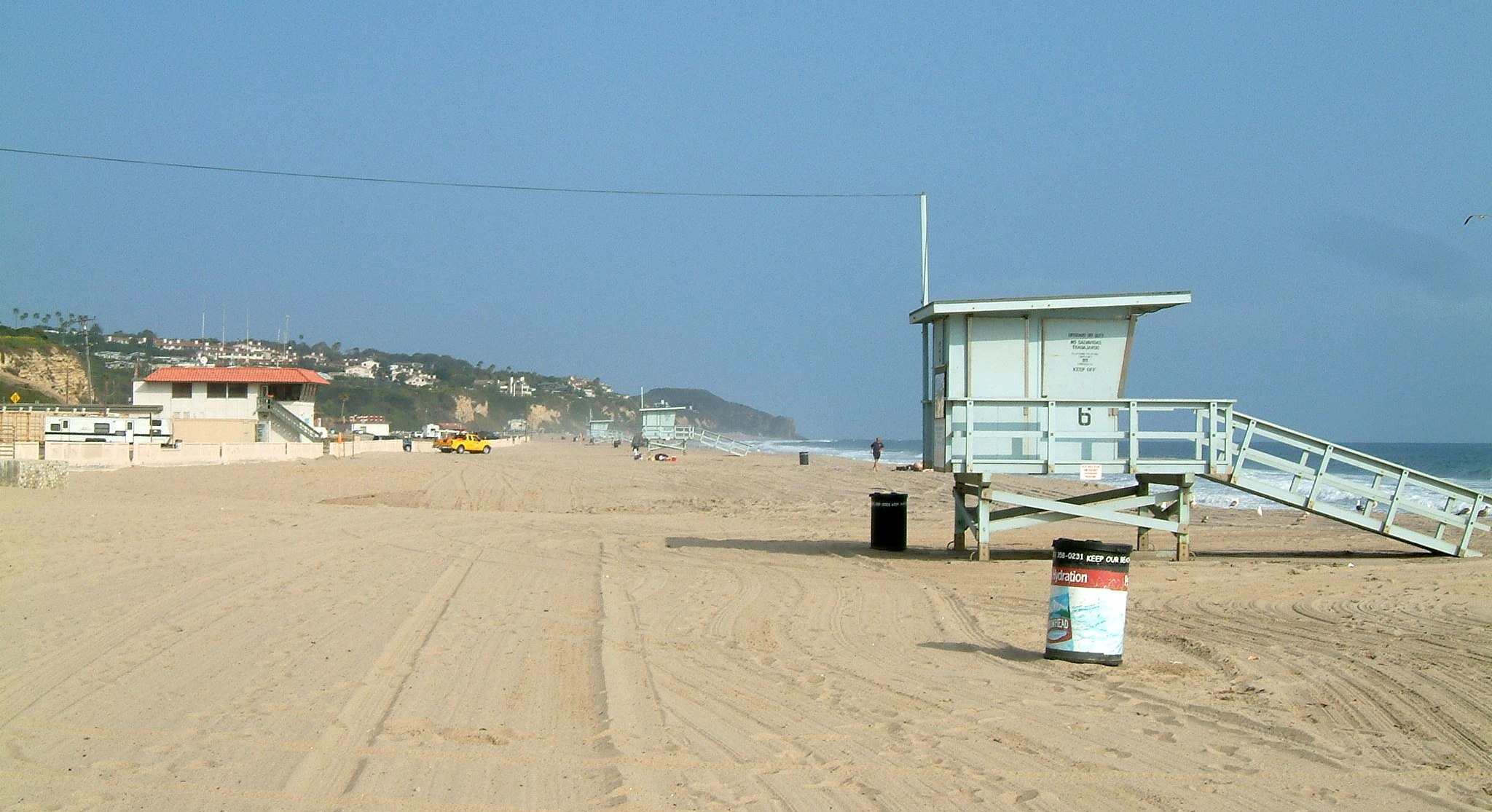
La plage de Malibu est utilisée comme lieu de tournage durant la saison 3.

Le tournage de la troisième saison commence le 23 avril 2018. La ville de Jackson, dans l'État de Géorgie, agi comme lieu principal des scènes tournées dans le centre-ville d'Hawkins. Le Starcourt Mall est filmé dans le centre commercial Gwinett près de Duluth. Un terrain vide est utilisé pour filmer les scènes à la fête foraine d'Hawkins (« Hawkins Fun Fair »).
Le 27 septembre 2018, Millie Bobby Brown est aperçue en train de tourner une scène émotionnelle avec deux cascadeurs et un enfant habillé avec un uniforme de Baseball à la plage de Malibu, en Californie. Le tournage de la troisième saison finit en début novembre,.

## Accueil

### Visionnements
Quatre jours suivant la sortie de la saison, Netflix reporte que plus de 40,7 millions de comptes a regardé la série, un record de visionnements pour Netflix, tandis que 18,2 millions de comptes ont déjà fini la saison en entier,.

### Accueil critique
Hugh Montgomery, de British Broadcasting Corporation, donne cinq étoiles à la saison et considère que « [la saison] est un exemple passionnant d'une franchise qui atteint des sommets et dont Hollywood ferait bien de s'inspirer ».
Sur le site américain Rotten Tomatoes, la 3e saison reçoit 89 % d'opinions favorables pour 138 critiques. Sur Metacritic, il obtient une note de 60⁄100 basé sur 28 critiques.

#### Canada
Dans une critique positive, François Lévesque, du quotidien Le Devoir, affirme que « la troisième saison mise à fond sur ses forces, à commencer par des personnages bien campés auxquels on s’est attaché, voire identifié, et qui sont ici approfondis de façon substantielle (ne serait-ce que parce que s’ajoutent les tourments de l’adolescence) » en ajoutant que « les deux derniers épisodes rattrapent puis resserrent les différents fils [et que] la finale ménage d’intenses moments de tension et d’émotion, en respect avec la tradition établie dans la série ».
Kazzie Charbonneau, du Journal de Montréal, rapporte que « vers le milieu et la fin, on a droit aux meilleurs moments de la série grâce à une cinématographie époustouflante » et que « [la saison] est à la fois touchante, belle, intense et... mélangeante ».

## Épisodes

### Épisode 1:Chapitre Un: Suzie, tu me reçois?
- États-Unis : 29 juin 2019 (avant-première mondiale de Stranger Things 3)
- : 4 juillet 2019 sur Netflix

- Sean Astin (Bob Newby)

En juin 1984, une équipe de scientifiques soviétiques mène des tests pour une machine capable d'ouvrir un portail vers le Monde à l'Envers. Devant leur échec, le général en charge leur laisse un an.
Été 1985. Tout Hawkins passe ses journées dans le nouveau centre commercial, délaissant les commerces du centre-ville. Joyce envisage de quitter la ville. Mike et Elfe sont toujours ensemble. Hopper ne supporte plus de les savoir à s'embrasser toute la soirée dans la chambre d'Elfe et demande l'aide de Joyce pour les pousser à rompre, mais elle préfère qu'il leur parle. Dustin revient d'un mois en camp de vacances pour jeunes scientifiques où il a bricolé des engins mais surtout une antenne radio surpuissante pour communiquer avec Suzie, sa petite copine d'Utah. Une nuit, une panne de courant soudaine frappe tout Hawkins pendant quelques secondes, et une créature apparait dans un entrepôt d'acier abandonné. Les rats commencent à se rassembler autour de l'entrepôt et Nancy, qui travaille au journal local, apprend l'information avant les journalistes. Dustin monte son antenne et ne parvient pas à entendre Suzie mais capte une transmission russe.

### Épisode 2:Chapitre Deux: Comme des rats
- États-Unis : 29 juin 2019 (avant-première mondiale de Stranger Things 3)
- : 4 juillet 2019 sur Netflix

Billy parvient à sortir de l'entrepôt mais en regagnant sa voiture, il se retrouve dans le Monde à l'Envers face à un double de lui-même.
Plutôt que de suivre les conseils de Joyce, Hopper terrorise Mike et lui interdit de revoir Elfe. Ravi de voir qu'il suit ses ordres, Hopper invite Joyce à dîner. Elfe sent que Mike lui ment et demande conseil à Max, qui l'emmène au centre commercial pour lui changer les idées. Mike s'y rend également avec Lucas et Will pour trouver un cadeau et se faire pardonner, mais quand il croise les filles et s'enferme dans ses mensonges, elle préfère rompre. Hopper est chargé par le maire de faire évacuer les citoyens manifestant contre le centre commercial. Le commissaire part ensuite pour son rendez-vous mais Joyce est absorbée par un phénomène étrange : les aimants ne semblent plus fonctionner ; elle se rend chez Mr Clarke, le professeur de Mike, Will, Dustin, Lucas et Max pour comprendre.
Dustin retrouve Steve, maintenant vendeur au marchand de glaces chez Scoops Ahoy au centre commercial, et compte sur son aide pour traduire le message russe qu'il a intercepté. Robin, la collègue de Steve, les aide mais Steve finit par remarquer que la musique qui passe en fond sonore est celle d'un manège du centre. 

### Épisode 3:Chapitre Trois: La Maître-nageuse disparue
- : 4 juillet 2019 sur Netflix

Chez Hopper, Max et Onze espionnent Mike, Lucas et Will grâce aux pouvoirs de cette dernière. Hopper arrivant chez lui pense que Mike est présent mais voyant la jeune fille, il est heureux de voir que son plan pour faire rompre Onze et Mike a fonctionné. Elfe et Max jouent au jeu de la bouteille pour espionner quelqu'un et désignent Billy. Onze surprend alors Billy livrant Heather à la bête et Billy l'aperçoit également.
Le lendemain, Mike et Lucas se font réveiller par Will habillé en mage voulant jouer à Donjons & Dragons. Joyce arrive chez Hopper et lui fait part de ce qu'elle a appris la veille sur les aimants, ignorant qu'elle a manqué le rendez-vous de la veille. Joyce pense à une nouvelle expérience au laboratoire et veut vérifier. Réticent, Hopper n'a pas le choix et l'accompagne.
Onze et Max décident d'aller chercher Billy. Dans son appartement, ils trouvent des sachets de glace dans la baignoire, du sang sur un placard et une sacoche venant de la piscine d'Hawkins. 
De retour au Hawkins Post, Nancy donne les photos et explique aux journalistes que le phénomène des rats de Mme Driscoll est apparu chez d'autres. Ces derniers continuent de se moquer d'elle et le directeur du journal la rappelle à l'ordre. 
Aux Scoops Ahoy, Robin est fascinée par la traduction du message russe capté par Dustin. Dustin et Steve espionnent les clients du centre commercial pour trouver une personne russe proche d'un manège.
La partie de Donjons & Dragons continue pour Will, Lucas et Mike, mais comme seul Will se montre investi et que Lucas et Mike ne pensent qu'aux filles, il préfère partir sous l'orage, après une dispute avec Mike qui laisse entendre que Will n'est pas prêt à grandir.
Elfe et Max partent à la piscine pour rapporter la sacoche trouvée chez Billy, apprenant que Heather a manqué son service. À partir de sa photo, Onze cherche Heather et trouve la maître nageuse dans un bain, terrorisée avant d'être emportée dans les abysses. Au Scoops Ahoy, Robin trouve la solution du message et comprend qu'il s'agit d'indications sur les livraisons du centre commercial Starcourt. Robin, Steve et Dustin espionnent l'entrée des livraisons du centre commercial et voient des hommes armés.
Nancy et Jonathan, persuadés qu'il se passe quelque chose de grave, retournent chez Mme Driscoll et la trouvent en train de dévorer les sacs d'engrais.
Pendant ce temps, Hopper et Joyce se sont rendus au laboratoire, abandonné et tous les passages vers le Monde à l'Envers fermés, mais surprennent quelqu'un qui bat Hopper avant de fuir.
Onze et Max retrouvent Heather chez ses parents, son père étant le rédacteur en chef du Hawkins Post, à table avec Billy. Les deux filles partent, laissant Billy en proie au souvenir d'un être du Monde à l'Envers qui reconnait Onze comme celle qui a fermé le passage. Will, réfugié dans sa cabane qu'il a détruite de colère, ressent la force du monstre, et quand Mike et Lucas le rejoignent, il leur révèle le retour du monstre.
- Cara Buono (Karen) n'apparaît pas dans l'épisode.

### Épisode 4:Chapitre Quatre: Le Sauna
- : 4 juillet 2019 sur Netflix

Billy et Heather amènent les parents de Heather à l'entrepôt, où le monstre prend possession de leur esprit à leur tour. Doris Driscoll est emmenée à l'hôpital dans une condition grave, et Tom, désormais possédé, renvoie Nancy et Jonathan pour avoir agi impunément. Les amoureux se disputent sur leur avenir maintenant que leur job d'été est terminé mais Nancy, déterminée et encouragée par sa mère, va voir Mme Driscoll à l'hôpital.
Will explique à Mike et Lucas ce qu'il ressent depuis quelque temps et quand Onze et Max les rejoignent, il explique son hypothèse : une part du Flagelleur mental est encore là, prisonnier de leur côté depuis qu'Onze a refermé le portail vers le Monde à l'Envers, et il pense qu'elle a pris possession de Billy. Les cinq adolescents acceptent de vérifier l'idée de Will en attendant le soir et en piégeant Billy dans le sauna, le Flagelleur mental ayant horreur de la chaleur. Malgré ses tentatives de manipulation pour obtenir l'aide de Max, Billy finit par montrer la force physique donnée par le Flagelleur et Onze ne peut que le repousser pour sauver sa vie. Au même moment, Nancy voit Mme Driscoll entrer en transe.
Hopper se remet de ses blessures et confronte le maire Kline sur l'homme qui l'a attaqué. Le maire finit par dévoiler qu'il travaille pour les propriétaires de Starcourt, le centre commercial, qui comptent racheter plusieurs propriétés abandonnées des environs de la ville. Dustin, Steve et Robin ont un plan pour rejoindre la remise gardée de Starcourt, mais Dustin étant trop grand, ils convainquent Erica de parcourir les conduits d'aération en échange de glaces à vie. Une fois entrés, ils découvrent le contenu des cartons mais aussi que la remise est un ascenseur secret.

### Épisode 5:Chapitre Cinq: L'Armada
- : 4 juillet 2019 sur Netflix

Hopper et Joyce finissent par trouver une cave secrète sous une des propriétés abandonnées. Grigori, le militaire russe, les trouve et Hopper et Joyce parviennent à fuir avec Aleksei, un des scientifiques. Comme ce dernier ne parle que russe, Hopper décide de l'emmener voir le seul russophone qu'il connaisse, Murray Bauman, mais ils doivent changer de voiture quand leur pickup tombe en panne. Grigori les traque mais les perd.
Nancy demande l'aide de Jonathan pour retrouver les jeunes, pressentant elle aussi une menace du Monde à l'Envers après avoir vu Mme Driscoll. Ils se mettent d'accord pour libérer Mme Driscoll et la laisser retourner vers la source, où Onze pense que Billy se cache. Dustin, Steve, Robin et Erica découvrent que l'ascenseur mène à un réseau souterrain où est utilisé le liquide acide vert contenu dans les cartons. En explorant les couloirs, ils finissent par trouver la machine qui essaie de rouvrir le portail vers le Monde à l'Envers. 

### Épisode 6:Chapitre Six: E Pluribus Unum
- : 4 juillet 2019 sur Netflix

Will ressent le Flagelleur mental dans l'hôpital et les jeunes parviennent à rejoindre à temps Nancy et Jonathan. Onze fait fuir la bête qui se réfugie dans les égouts.
Dustin, Steve, Robin et Erica sont repérés dans le laboratoire russe. Dustin et Erica se réfugient dans les conduits d'aération, mais Steve et Robin sont capturés et torturés. Hopper pousse Aleksei à coopérer en lui laissant une opportunité de fuir et de réaliser qu'il est un homme recherché par les Américains et les Russes. Il révèle alors que l'URSS essaie depuis longtemps d'ouvrir des portails vers le Monde à l'Envers par des « clés », mais toutes les tentatives en sol russe ont échoué, ils essaient donc de le reproduire à Hawkins, où le portail n'est pas encore parfaitement scellé. Hopper prévient aussitôt le gouvernement. Le maire Kline laisse Grigori les rechercher alors qu'il prépare les célébrations du 4 juillet. Dustin et Erica finissent par libérer Steve et Robin, drogués au sérum de vérité.
- Cara Buono (Karen) n'apparaît pas dans l'épisode.

### Épisode 7:Chapitre Sept: La Morsure
- : 4 juillet 2019 sur Netflix

Onze sait désormais que le Flagelleur mental veut se venger pour la fermeture du portail. Will sent que le monstre est proche et malgré les barricades, il parvient à attaquer dans la cabane de Hopper et blesser Onze à la jambe. Dustin et Erica essaient de fuir les soldats russes et trouvent refuge dans le cinéma, toujours avec Steve et Robin sous l'effet du sérum.
Tout Hawkins est à la fête foraine du 4 juillet. Nancy force la porte d'un supermarché pour trouver de quoi soigner Onze. Mike retrouve brièvement le signal du talkie-walkie de Dustin mais il n'a plus de piles et la communication est parcellaire. Lucas insiste pour prendre des feux d'artifice puissants contre le Flagelleur. Onze peine à se concentrer et le groupe part pour Starcourt. Steve et Robin faussent compagnie à Dustin et le sérum commence à se dissiper. Steve commence alors à admettre ses sentiments pour Robin, qui lui révèle qu'elle est lesbienne, une nouvelle que Steve prend avec humour.

### Épisode 8:Chapitre Huit: La Bataille de Starcourt
- : 4 juillet 2019 sur Netflix

- Paul Reiser (Sam Owens)
- Gabriella Pizzolo (en) (Suzie)

Jonathan tente d'extraire la masse, un morceau du Flagelleur mental, mais c'est Onze qui la fait sortir de sa jambe juste avant d'être rejoint par Hopper, Murray et Joyce. Une fois tout le monde réuni, ils établissent un plan : les trois adultes infiltrent la base russe avec les instructions d'Aleksei, guidés par radio par Dustin depuis sa tour, pendant que les autres amènent Onze à une planque de Murray. La fuite est rendue impossible quand Billy arrache l'allumeur de la voiture de Nancy et que le Flagelleur mental attaque depuis le toit.
L'infiltration se déroule entre Murray qui amadoue les gardes et Hopper qui tue ceux qui posent trop de questions. Hopper et Joyce doivent ouvrir le coffre contenant les clés permettant l'extinction de la machine, mais le code - les chiffres de la constante de Planck - n'est pas bon et Dustin doit contacter Suzie, qui le force à chanter avec elle The NeverEnding Story de Limahl pour obtenir les chiffres. Joyce et Hopper sont prêts à tourner les clés quand Grigori intervient et se bat une nouvelle fois avec Hopper. Malgré toutes les tentatives du groupe pour le retenir, Billy parvient à capturer Onze et la livre au Flagelleur mental. Pendant que ses amis distraient le monstre avec les feux d'artifice, Onze, sans pouvoirs, parvient à libérer Billy de son contrôle en lui rappelant ses souvenirs heureux. Celui-ci en larmes finit par se sacrifier pour sauver Onze du Flagelleur. Après un dernier affrontement, Hopper tue Grigori en l'expédiant dans les rouages de la machine, ce qui endommage cette dernière et empêche le policier de s'enfuir. Hopper accepte alors de mourir quand Joyce tourne les clés, provoquant l'explosion de la machine. Le portail se referme et le Flagelleur mental s'effondre. Peu après, l'armée menée par Sam Owens investit les lieux, mais les agents russes survivants ont tous fui. Une fois sortis, Joyce retrouve Will, Onze comprend que Hopper ne s'en est pas sorti.
Trois mois plus tard, la famille Byers, qui a recueilli Onze, quitte Hawkins. Onze n'a toujours pas retrouvé ses pouvoirs. Nancy et Jonathan, comme Onze et Mike, se promettent de rester ensemble. Joyce retrouve le brouillon du discours qu'Hopper devait tenir à Onze et Mike et laisse Onze découvrir les mots que le policier avait rajoutés.